# バッテンマスク

バッテンマスクの例。バッテンマスクは「発言禁止」を示すイラストとして使われる事も多い。Wikipediaではこの画像を「投稿ブロック」（Wikipediaへの投稿制限）を通知する際に使用している

猫バージョン

バッテンマスクとは、かつてフジテレビ系の人気番組だった「クイズ・ドレミファドン!」及びその前身番組であった「クイズ!家族ドレミファ大賞」内で誤答をした際に着用が強制されていたマスクで、当番組の名物でもあった。バツマスクとも呼ばれる。関西ではペケマスクと呼ばれていた。ペケは関西弁で「駄目」「行けない」等を意味しており、×の意味でもある。

## 概要
マスク自体は普通の大人用ガーゼマスクにプラスチック製の赤いバツ印マークをつけただけのシンプルなものだったが、後ろの席に座りながらバッテンマスクを着けて待機している姿はいかにも晒し者といった感じで着用に対しては拒絶反応を示した解答者もいた程である。その後、同系列の「FNS番組対抗!なるほど!ザ・春秋の祭典スペシャル」や日本テレビ系「マジカル頭脳パワー!!」（末期）、「全国高等学校クイズ選手権」、テレビ東京系「TVチャンピオン」などのテレビ番組でも使用されていた。しかし、2000（平成12）年からはドレミファドンの新春復活スペシャル「お正月だヨ!ドレミファドン」でバッテンマスクの使用が中止されてしまい、これ以降は他番組でもバッテンマスクを見かける機会はほぼ無くなっていたが、2013年には久々にバッテンマスクが登場している。
「クイズプレゼンバラエティー Qさま!!」で同年9月から始まった「早抜けプレッシャーSTUDY」では、仲間の発言がヒントになるのを防ぐため、チーム全員がバッテンマスクを着用して解答に臨んでいる。
「ドレミファドン」にて最後のバッテンマスク装着者となったのは1999（平成11）年の新春特番におけるネプチューン、菅野美穂、三田村邦彦の計3組である。

## バッテンマスクの構造
前述の通り、「ドレミファドン」では原則としてプラスチック製の赤いバツ印マークのついたガーゼマスクだったが、時にはバツ印を赤いビニールテープで簡略化したマスクもあった。しかし、いずれもバツ印はマスク一面に大きく表現してあった。他番組のバッテンマスクはバツ印を赤いビニールテープで簡単に表現しており、多くの場合はバツ印が小さく表現してある。尚、いずれのバッテンマスクも大人用ガーゼマスクを土台としており、「ドレミファドン」で小学生の解答者が着用した場合、顔全体を覆っているように見えていた。
「クイズ!年の差なんて」に登場したときは、本家と異なりバツ印が小ぶりになっていた。

## バッテンマスクを着けた主な有名人
- クイズ・ドレミファドン!（特番も含む）
  - 榊原郁恵、多岐川裕美、ビートきよし、ビートたけし、近田春夫、植田芳暁、谷隼人、郷ひろみ、武田久美子、西城秀樹、秋野暢子、あのねのね、小野ヤスシ、奥野敦子、近藤真彦、松田聖子、早見優、シブがき隊、少年隊、中村玉緒、ガッツ石松、たこ八郎、小俣雅子、小野みゆき、藤真利子、ミミ萩原、中井貴恵、大島さと子、向井亜紀、小泉今日子、安岡力也（当番組の1コーナー「クイズどっきり扉」のリキヤマンとしても活躍）、伊藤克信（当番組の1コーナー「クイズどっきり扉」のトチギマンとしても活躍）、林家こぶ平、ライオネス飛鳥、高井麻巳子、中山美穂、網浜直子、羽賀研二、野沢直子、桑田靖子、内田あかり、加藤茶、とんねるず、渡辺満里奈、生稲晃子、国生さゆり、酒井法子、久本雅美、桑野信義、佐野量子、工藤静香、井森美幸、森口博子、田代まさし、黒沢年雄、太平シロー、西村知美、響野夏子、なぎら健壱、相原勇、永作博美、定岡正二、笑福亭笑瓶、中山秀征、岩井由紀子、森末慎二、吉村明宏、飯島直子、山田雅人、中村江里子、早坂好恵、きたろう、田村英里子、高田純次、川口和久、神田うの、小松千春、石塚英彦、大石恵、川合俊一、ふかわりょう、関口知宏、西田ひかる、宝生舞、うじきつよし
- なるほど!ザ・春秋の祭典スペシャル
  - 高島忠夫、岡本夏生、渡嘉敷勝男、森口博子、木村拓哉、江角マキコ

※尚、中森明菜、藤原紀香がマスクに拒絶反応を示していた。
- マジカル頭脳パワー!!（1998年10月22日放送分の大マジカル頭脳パワー!!）
  - 萬田久子、中山エミリ
- 金曜テレビの星（1990年9月7日放送分）
  - 高樹澪、森口博子
- 笑っていいとも!（クイズ!ファソラシドン）
  - タモリ、森口博子、キャイ〜ン、かとうれいこ、飯島愛

フジ系「クイズ!年の差なんて」では答えを言ってしまいそうな問題（主に歌詞穴埋め問題）の時に司会の山田邦子がバッテンマスクを着けていた。また、アニメ番組にバッテンマスクが登場したこともある。
- 脳内エステ IQサプリ〜先輩・後輩ペアdeスッキリタッグマッチSP（2007年5月19日放送分）※「IQミラーまちがい7」のコーナーのみ
  - 阿部知代（フジテレビアナウンサー）、今田耕司、内山信二、皆藤愛子、熊田曜子、竹山隆範、林家正蔵、眞鍋かをり
- おじゃまんが山田くん（詳細は、ノックアウトクイズの項を）
  - 山田みのる
- となりのチカラ（2022年のテレ朝ドラマ）※最終回
  - 松嶋菜々子

「クイズプレゼンバラエティー Qさま!!」では前述の通りチーム全員が着けるため、同番組に関しては省略。

## バッテンマスクを配っていた主な有名人
「クイズ・ドレミファドン!」の場合、バッテンマスクの配布は当番組のアシスタントガールが担当していた。
- 岡広いづみ（アイドルグループ「フィーバー」のメンバー）
- 北川まゆみ（アイドルグループ「フィーバー」のメンバー）
- 塚田聖見

「ドレミファドン」初期ではアシスタントガールが解答席の隅っこに待機していたが、後期ではセットの裏から出てきていた。レギュラー放送時は片手に何枚ものバッテンマスクを持って動き回っていたが、レギュラー終了後の特番では両手に1枚のバッテンマスクを持って解答席の隅で待機していた。尚、新春特番の場合は晴れ着姿でバッテンマスクを配っていた。

## その他
現在ゲームセンターで稼動しているオンライン対戦クイズゲームの「クイズマジックアカデミー」の第4シリーズで、購買部と呼ばれるモードで使用キャラクタの衣服やアクセサリーなどをカスタマイズさせる機能が加わっているが、その中に「ドレミファドン」で使われたような「バッテンマスク」があり、使用キャラクタに着用させることが出来る。
このゲームでも「クイズに挑む者の伝統的な一品」と紹介されている。
また、同じくゲームセンターで稼動している「ネットワーク対戦クイズ Answer×Answer2」でも連想早押しクイズで登場する。
沖縄県石垣島出身の音楽ユニットきいやま商店が発売したシングル「カーーニバレ/言ったらダメよ。」の裏ジャケットで、メンバーがバッテンマスクを着用している。